# Malvorlage (Porzellanmalerei)

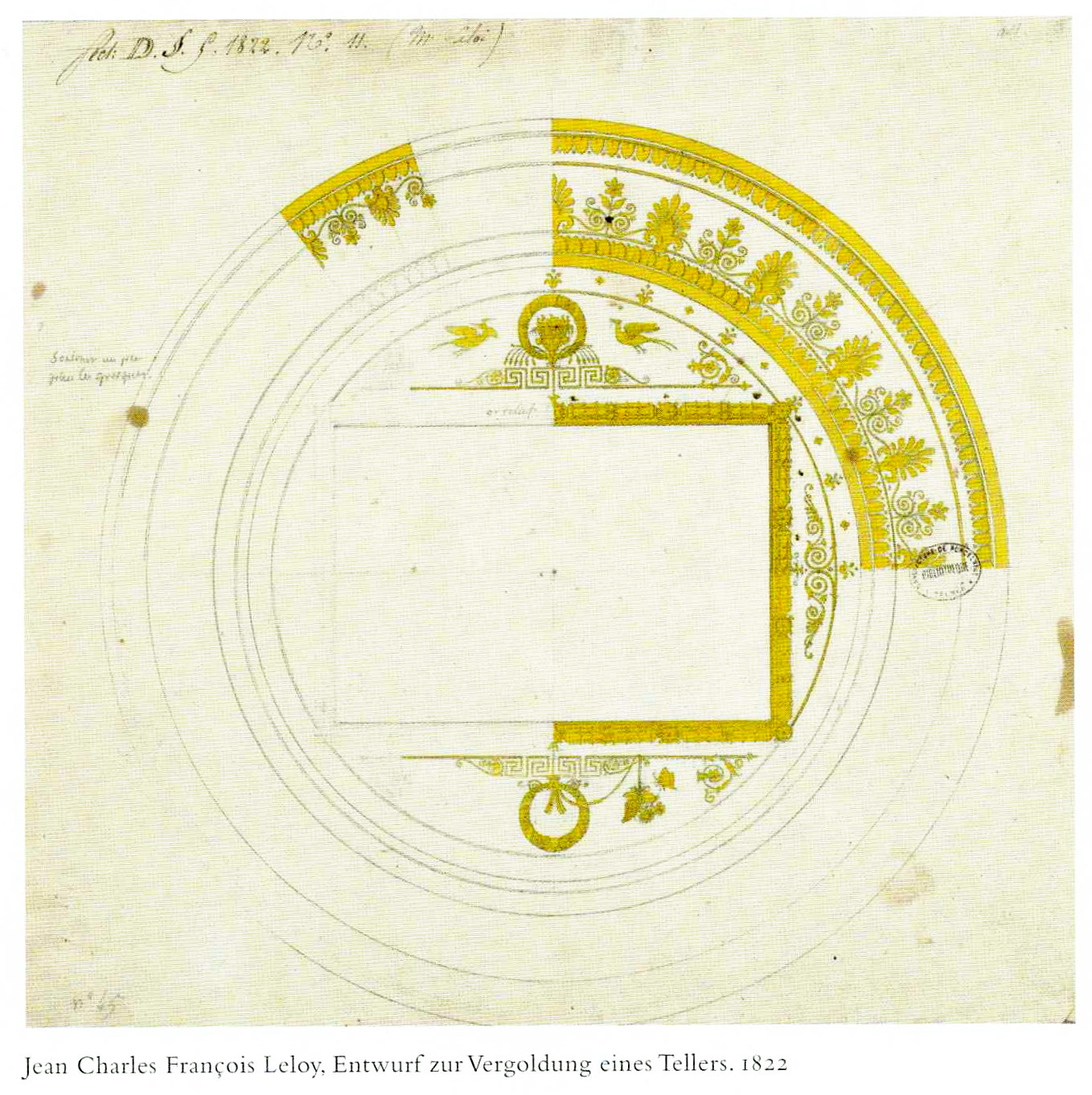
Dekor-Malvorlage für einen Teller, entworfen von Jean Charles François Leloy für die Manufaktur Sèvre, datiert 1822

Malvorlagen dienen in der Porzellanmalerei dazu, Motive wiederholt und möglichst genau nachmalen oder -drucken zu können. Porzellanmaler lernen das Anfertigen von Malvorlagen während der beruflichen Ausbildung.
Porzellanmanufakturen verfügen über Archive mit Druckgrafiken, Kopien von Gemälden, Dekor-Vorlagen usw., welche als Malvorlagen verwendet werden. So kaufte z. B. die Wiener Porzellanmanufaktur im 19. Jahrhundert zahlreiche Vorlagen an. Das Archiv der Königlichen Porzellan-Manufaktur Berlin besitzt über 50.000 Druckgrafiken, Entwurfszeichnungen und Studien und mehr als 6000 unterschiedlicher Bilder, Fotos sowie über 300 Ölgemälde.

## Vorlagenerstellung

### Dekore
Vorlagen für Dekore wurden in den Manufakturen nach historischen Bildern aus der Kunstgeschichte hergestellt, wie z. B. Blattwerk, Bandelwerk, Akanthus (Ornament), Palmetten, Mäander (Ornamentik), Muschelwerk (Rocaille) usw. Für aufwändige Dekore wurden die Malvorlagen von Spezialisten konstruiert.

### Botanische Malerei
Herbarien dienten als Vorlagen für die exakte naturgetreue Darstellung auf Porzellan. Sie wurden meist von den Porzellanmalern dazu verwendet, eigene Malvorlagen zu erstellen, die besser geeignet waren.

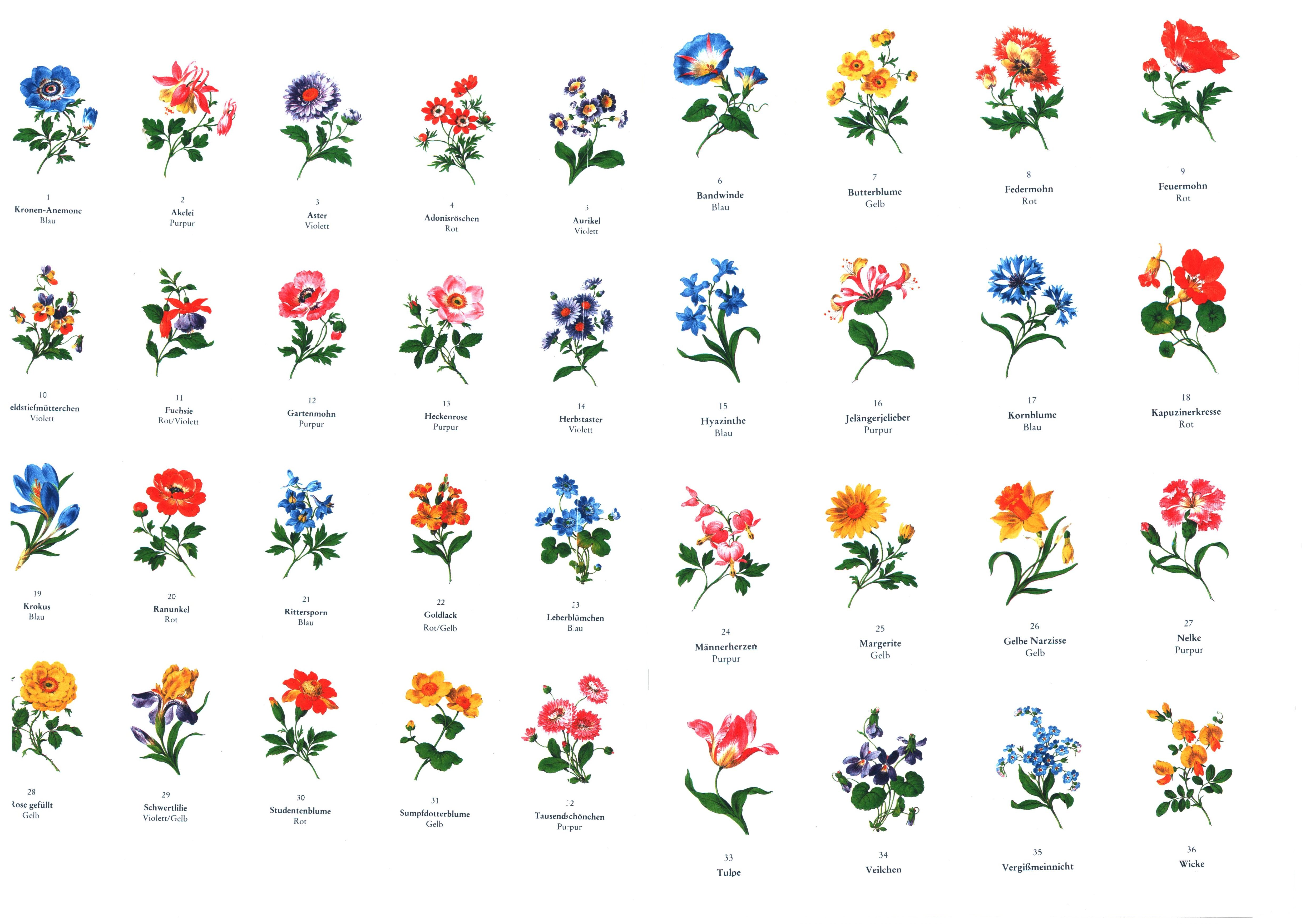
Blumen-Vorlagen der Manufaktur Meißen aus dem 18. Jahrhundert

### Blumenmalerei
Die Blumenmalerei erreichte um 1750 mit der sogenannten Manierblume den Höhepunkt, als nicht mehr nach einer möglichst genauen Kopie der Vorlage gestrebt wurde, sondern das Malerische in den Mittelpunkt rückte. Die Blumen, die unter den Händen der Meissner Manufakturmaler entstanden, gingen stets auf Vorlagen zurück, z. B. eine Holzschnittblume, eine Ombrierte Blume oder eine Manierblume. Die Maler malten einmal bekannte Vorlagen mehr aus dem Gedächtnis, ohne sich für jeden Pinselstrich an den Vorlagen zu orientieren.

### Vedutenmalerei
Für Vedutenvorlagen verwendete man hauptsächlich Druckgrafiken. Es wurden auch Künstler beschäftigt, die ausschließlich Vorlagenmaler waren.
Sie wurden mitunter von den Manufakturen auf Studienreisen geschickt, um Malvorlagen von bekannten Landschaften, Stadtansichten und Gebäuden, hauptsächlich Schlösser und Sehenswürdigkeiten, zu erstellen. Erhalten geblieben sind historische Vorlagen z. B. von Frédéric Frégevize, Johann Hubert Anton Forst und Carl Daniel Freydanck.

### Porträts
Als Malvorlagen für Porträts dienen Gemälde-Kopien, Zeichnungen und Druckgrafiken. Nach der Erfindung der Fotografie 1839 wurden auch Fotos verwendet. Diese konnten auch direkt auf Porzellan übertragen werden (Chromatografie). Zur Bildübertragung verwendete man eine Schicht aus Chromatgelatine in der die Porzellanfarbe (z. B. Iridiumoxid für schwarz) bereits eingebettet war. Im Muffelbrand verbrannte die Gelatine rückstandslos.

## Gebrauch im Umdruckverfahren
Das Verfahren wurde in England entwickelt und ab 1810 in den Porzellan-Manufakturen eingesetzt. Die Vorlagen für das Umdruckverfahren sind seitenverkehrt, damit sie nach dem Drucken seitenrichtig erscheinen. Sie wurden auf Kupfer- oder Stahlplatten seitenrichtig graviert, anschließend mit feuerfesten Keramfarben und Schmelzmitteln bestrichen, dann seitenverkehrt auf besonders präpariertes Papier übertragen, auf glasiertes Porzellan aufgebracht und im Muffelfeuer gebrannt. Manchmal wurde das Papier auch auf dem zu bedruckenden Gegenstand belassen, es verbrannte dann rückstandslos bei dem anschließenden Muffelbrand. Die übertragenen Umrisse konnten dann farbig bemalt werden. Man konnte auch die Porzellanfarben auf das Umdruckpapier drucken und damit nach dem Prinzip des Abziehbildes Dekore auf das Porzellan übertragen. Da die Qualität geringer war als bei manueller Bemalung gab man diese Technik nach 15 Jahren auf und verwendete nur noch die Umriss-Übertragung. Heute kann man Porzellanfarben mittels Computer und speziellem Drucker auf das Umdruckpapier drucken und bei flachen Porzellanplatten direkt auf das Porzellan.

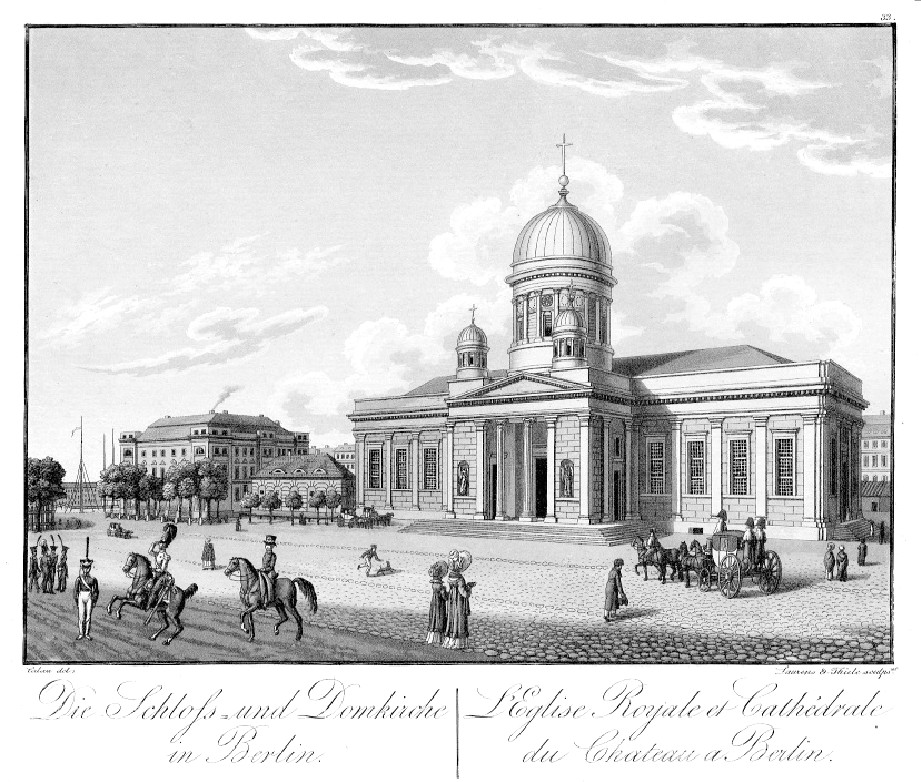
Berliner Dom (1747), Druckgrafik von Friedrich August Calau (um 1820)
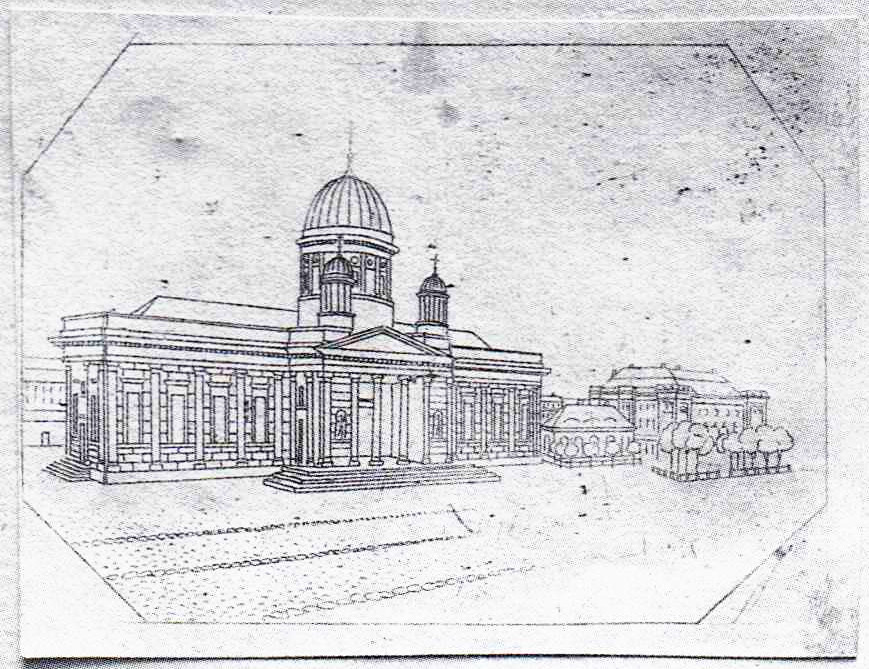
Umdruckvorlage von 1823 für eine Tasse, erstellt nach der Druckgrafik (links)
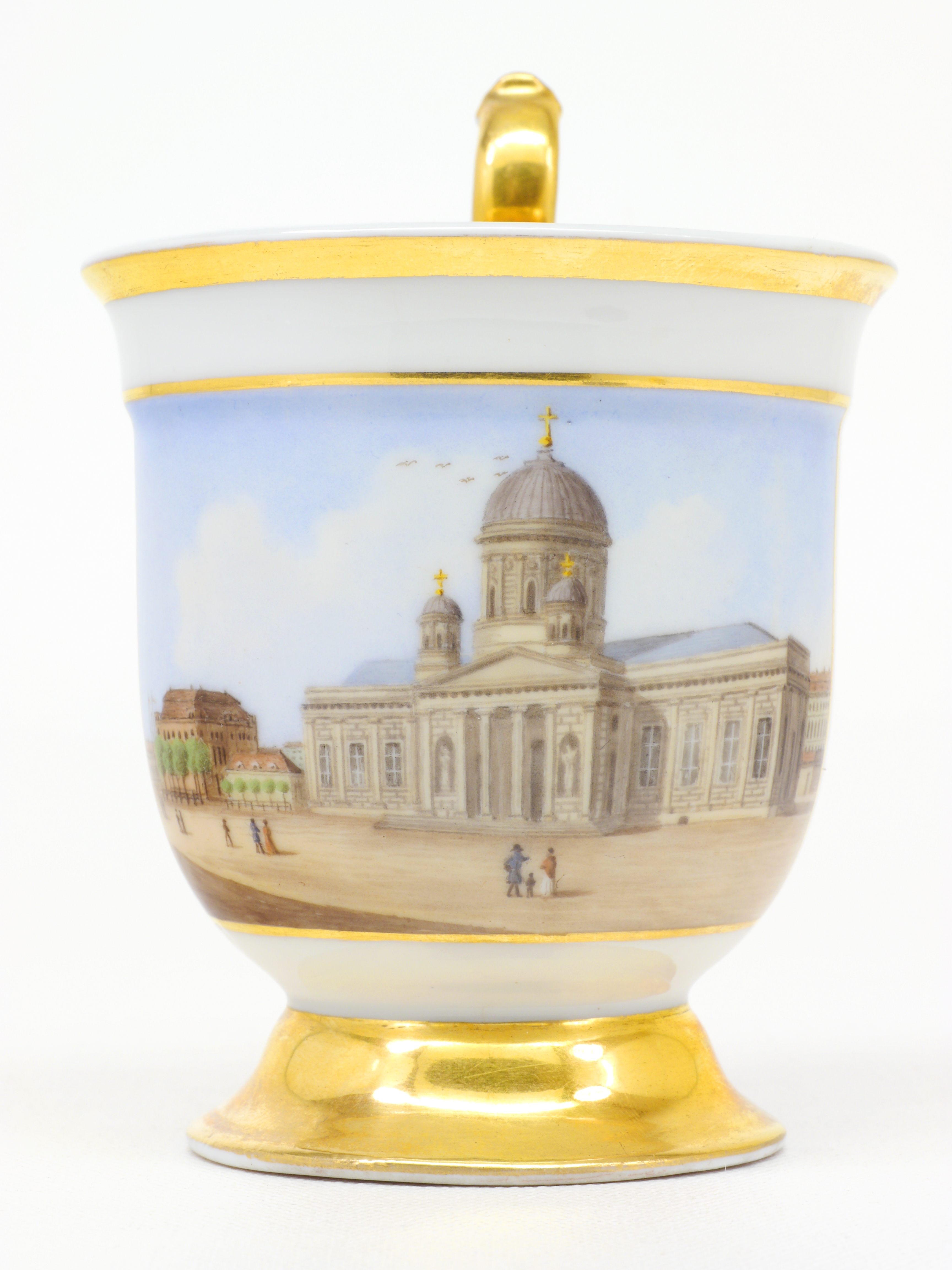
Tasse von 1840 nach der Umdruckvorlage (Mitte)

## Ausstellungen
Es gab drei große Kunstausstellungen, in denen Malvorlagen für Porzellanmalerei präsentiert wurden: 1976 in Berlin zur botanischen Malerei, 1987 in Berlin zu Veduten von Carl Daniel Freydanck und 1993 in New York ebenfalls zu Veduten von Carl Daniel Freydanck.